# كريستيان بلوم
كريستيان بلوم (بالنرويجية البوكمول: Christian Blom)‏ هو ملحن نرويجي، ولد في 20 أكتوبر 1782 في درامن في النرويج، وتوفي بنفس المكان في 22 أبريل 1861.